# Saison 3 de Ghost Whisperer
Chronologie
Saison 2 Saison 4
Ghost Whisperer est une série créée par John Gray.

## Diffusion
Cette 3e saison a été diffusée aux États-Unis du 28 septembre 2007 au 16 mai 2008. Elle était diffusée tous les vendredis à 20 heures sur CBS, une chaîne de la TNT où elle obtenait en moyenne 8,67 millions de spectateurs par épisode. Initialement programmée pour 22 épisodes, elle a été raccourcie à 18 épisodes à cause de la grève des scénaristes.

## Production
Cette saison fut la dernière à être supervisée par John Gray qui sera consultant sur les saisons 4 et 5 bien qu'il continua d'écrire et de diriger des épisodes.

## Synopsis
Dans cette série, nous suivons le quotidien de Mélinda Gordon (Jennifer Love Hewitt) qui a la capacité de voir et de communiquer avec les fantômes. Mélinda est mariée et possède une boutique d'antiquités. Tout en essayant de vivre le plus normalement possible, elle aide les fantômes qu'elle rencontre à régler leurs problèmes sur Terre afin qu'ils puissent enfin « rejoindre la lumière » et s'élever vers l'au-delà. Ses tâches sont difficiles et elle doit sans cesse prendre en compte les personnes qui la chassent et qui ne croient pas en son don. De plus, les fantômes sont mystérieux et parfois même menaçants, et elle doit faire usage de tous les indices à sa disposition pour comprendre leurs besoins.

## Distribution

### Acteurs principaux
- Jennifer Love Hewitt (VF : Sophie Arthuys) : Melinda Gordon
- David Conrad (VF : Alexis Victor) : Jim Clancy
- Camryn Manheim (VF : Josiane Pinson) : Delia Banks
- Jay Mohr (VF : Michel Mella) : le professeur Rick Payne

### Acteurs récurrents et invités
- Christoph Sanders (VF : Gwenaël Sommier) : Ned Banks (dès l'épisode 11)
- Martin Donovan (VF : ? puis Guillaume Orsat) : Tom Gordon (épisodes 1, 5, 17 et 18)
- Kris Lemche (VF : Fabrice Josso) : Scott (épisodes 1, 2 et 5)
- Afemo Omilami (VF : Thierry Desroses) : l’homme aux archives municipales (épisodes 1, 2 et 17)
- Omid Abtahi (VF : Sébastien Desjours) : Justin Yates (épisodes 1, 11 et 14)
- Anne Archer (VF : Annie Le Youdec) : Beth Gordon (épisodes 1 et 18)
- Jayma Mays : Jennifer Billings (épisode 1)
- Courtnee Draper (VF : Adeline Chetail) : Allison (épisode 2)
- Kevin Kilner (VF : Patrick Borg) : Bill Fordham (épisode 2)
- Autumn Reeser (VF : Fily Keita) : Sloane Alexander (épisode 2)
- Mae Whitman (VF : Edwige Lemoine) : Rachel Fordham (épisode 2)
- Matthew Marsden (VF : Mathias Kozlowski) : Matt Murphy (épisode 3)
- Josh Hopkins (VF : Maurice Decoster) : Shane Carson (épisode 4)
- Dash Mihok (VF : David Krüger) : l’inspecteur David Campbell (épisode 4)
- Sarah Utterback : Colleen Finn (épisode 4)
- Amy Acker (VF : Sybille Tureau) : Tessa (épisode 5)
- Mike Erwin : Mike (épisode 6)
- Victoria Pratt (VF : Marjorie Frantz) : Professeur Claudia Pollili (épisode 6)
- Azura Skye (VF : Barbara Tissier) : Sophie Owens (épisode 6)
- Becky Wahlstrom (VF : Sauvane Delanoë) : Stacey Adler (épisode 6)
- Robert Buckley (VF : Adrien Antoine) : Brandon Bishop (épisode 7)
- Austin Highsmith : Sydney Drake (épisode 7)
- Mary-Margaret Humes : Susan Drake (épisode 7)
- Orlando Jones : Casey Edgars (épisode 7)
- Elisabeth Moss : Nikki Drake (épisode 7)
- Stacy Edwards : Liz Sinclair (épisode 8)
- Matthew Morrison : Matt Samebrook (épisode 8)
- Kay Panabaker : Marlo Sinclair (épisode 8)
- Alan Ruck (VF : Laurent Morteau) : Steve Sinclair (épisode 8)
- Kathleen York : Vivian Samebrook (épisode 8)
- Anne Ramsay : Audrey Asher (épisode 9)
- Makenzie Vega (VF : Kelly Marot) : Becca Cahill (épisode 9)
- Michael Reilly Burke (VF : Maurice Decoster) : William Taylor (épisode 10)
- Gordon Clapp : Alan Silver (épisode 10)
- Melinda Page Hamilton : Jane Taylor (épisode 10)
- Dee Wallace : Claire Taylor (épisode 10)
- Marshall Allman (VF : Yoann Sover) : Thomas Benjamin (épisode 11)
- Brie Larson : Krista Eisenberg (épisode 11)
- Matt Roth : Derek Benjamin (épisode 11)
- Jennifer Bini Taylor : Jill Benjamin (épisode 11)
- Hallee Hirsh : Amy Benzing (épisode 13)
- Carly Schroeder (VF : Adeline Chetail) : Liza Benzing (épisode 13)
- Margaret Easley (en) (VF : Céline Monsarrat) : Brenda (épisode 14)
- Leah Pipes (VF : Barbara Beretta) : Kylie Sloan (épisode 15)
- Dylan Minnette : Pierce Wilkins (épisode 17)
- Ignacio Serricchio (VF : Anatole de Bodinat) : Gabriel Lawrence (épisodes 5, 9 et 17)
- June Squibb (VF : Paule Emanuele) : Grand-Mère Mary Ann (épisode 9)
- David Ramsey (VF : Axel Kiener) : Will Bennett (épisode 12)
- Corin Nemec (VF : Lionel Tua) : Paul Estman (épisodes 15, 17 et 18)
- Rachel Shelley (VF : Vanina Pradier puis Stéphanie Lafforgue) : Kate Payne (épisode 16)
- Kurt Caceres (en) (VF : Constantin Pappas) : l'inspecteur Carl Neely (épisode 16)

## Épisodes

### Épisode 1:Secrets de famille
- États-Unis /  Canada : 28 septembre 2007 sur CBS / CTV
- France : 29 mars 2008 sur TF1
- Québec : date inconnue sur Ztélé

- Omid Abtahi (Justin Yates)
- Anne Archer (Beth Gordon)
- Marina Benedict (Mary Billings)
- Robert Blanche (Ray Billings)
- Martin Donovan (Tom Gordon)
- Grace Fulton (Melinda jeune)
- Sarah Jaye (Beth Gordon, jeune)
- Kris Lemche (Scott, le fantôme)
- Brandon Lim (Fred)
- Jayma Mays (Jennifer Billings)
- Afemo Omilami (Homme aux archives municipales)
- Wayne Péré (Dr Epstein)
- Chris Ufland (Employé de la mairie)

### Épisode 2:De l'autre côté du miroir
- États-Unis : 5 octobre 2007 sur CBS
- France : 29 mars 2008 sur TF1

- Katy Boyer (Eliza Mumford)
- Camille Chen (Jenna)
- Courtnee Draper (Allison)
- Rob Elk (Dr Horace Mumford)
- Stephanie Erb (Lisa Fordham)
- Robert Garrova (Garçon emo)
- Max Hoffman (Brian)
- Kevin Kilner (Bill Fordham)
- Kris Lemche (Scott, le fantôme)
- Afemo Omilami (Homme aux archives municipales)
- Autumn Reeser (Sloane Alexander)
- Mae Whitman (Rachel Fordham)
- Brooke Grant (Autre étudiante)
- Cassius Willis (Agent de sécurité du campus)

### Épisode 3:La Conscience du héros
- États-Unis : 12 octobre 2007 sur CBS
- France : 5 avril 2008 sur TF1

- Dan Colman (Steve Simmon)
- Michael DeLorenzo (en) (Père d'Hector)
- Antonio Elias (Caporal Hector Sanchez)
- Kate Levering (Gina Prince)
- Lela Loren (Anna Sanchez)
- Matthew Marsden (Matt Murphy)
- Tyler Jacob Moore (Tyler)
- Austin Priester (Mark Jensen)
- Tim Soergel (Robert Dekker)
- Layla et Logan Wheeler (Sari Sanchez)

### Épisode 4:Ensemble pour l'éternité
- États-Unis : 19 octobre 2007 sur CBS
- France : 5 avril 2008 sur TF1

- Jodi Hettinga (Frances)
- Josh Hopkins (Shane Carson)
- T. Lopez (Thea)
- Dash Mihok (Inspecteur David Campbell)
- Joseph C. Phillips (Richard Vahn)
- Sarah Utterback (Colleen Finn)
- Dale Waddington Horowitz (Employée à l'hôpital)

### Épisode 5:Maladie en sous-sol
- États-Unis : 26 octobre 2007 sur CBS
- France : 12 avril 2008 sur TF1

- Amy Acker (Tessa)
- Martin Donovan (Tom Gordon)
- Kris Lemche (Scott, le fantôme)
- Brooklyn McLinn (Responsable des secouristes)
- Ignacio Serricchio (Gabriel Rance)
- Stewart Skelton (Fantôme dans l'église)
- Steve Wastell (Esprit Mauvais)

### Épisode 6:Question d'impression
- États-Unis : 2 novembre 2007 sur CBS
- France : 12 avril 2008 sur TF1

- Dave Engfer (Concierge)
- Mike Erwin (Kevin Graham)
- Fay Hauser (Urgentiste)
- Victoria Pratt (Professeur Claudia Pollili)
- Azura Skye (Sophie Owens)
- Becky Wahlstrom (Stacey Adler)
- Kelvin Yu (Joseph)

### Épisode 7:Un voyant dans le noir
- États-Unis : 9 novembre 2007 sur CBS
- France : 19 avril 2008 sur TF1

- Robert Buckley (Brandon Bishop)
- Austin Highsmith (Sydney Drake)
- Mary-Margaret Humes (Susan Drake)
- Orlando Jones (Casey Edgars)
- Elisabeth Moss (Nikki Drake)
- Eitan Loewenstein (Fan de Casey)

### Épisode 8:Jeux de vilains
- États-Unis : 16 novembre 2007 sur CBS
- France : 19 avril 2008 sur TF1

- Stacy Edwards (Liz Sinclair)
- David Gautreaux (Erwin Sembrook)
- Matthew Morrison (Matt Sembrook)
- Kay Panabaker (Marlo Sinclair)
- Alan Ruck (Steve Sinclair)
- Kathleen York (Vivian Sembrook)

### Épisode 9:Un don partagé
- États-Unis : 23 novembre 2007 sur CBS
- France : 26 avril 2008 sur TF1

- June Squibb (Grand-mère)
- Kelly Gould (Melinda, jeune)
- Masam Holden (Daniel Asher)
- Javi Mulero (Sam Asher)
- David Newsom (en) (Tony Cahill)
- Anne Ramsay (Audrey Asher)
- Ignacio Serricchio (Gabriel Rance)
- Makenzie Vega (Becca Cahill)
- Cheryl White (Joan Cahill)
- Melvin Abston (Patient fantôme)
- Deborah Carson (Femme)

Commentaire : dernière apparition de Mary Ann, la Grand-mère maternelle de Melinda

### Épisode 10:L’Esprit de Noël
- États-Unis : 14 décembre 2007 sur CBS
- France : 3 mai 2008 sur TF1

- Tanner Blaze (Riley Taylor)
- Michael Reilly Burke (William Taylor)
- Gordon Clapp (Alan Silver)
- Melinda Page Hamilton (Jane Taylor)
- Steven Koller (Howard Taylor)
- Dee Wallace (Claire Taylor)
- Uriah Shelton (William, jeune)

### Épisode 11:Des mots qui tuent
- États-Unis : 11 janvier 2008 sur CBS
- France : 3 mai 2008 sur TF1

- Christoph Sanders (Ned Banks)
- Omid Abtahi (Justin Yates)
- Marshall Allman (Thomas Benjamin)
- Lindsey Broad (Lucy Benjamin)
- Matthew Florida (Brad Ecker)
- Bryan Fox (Policier en uniforme)
- Brie Larson (Krista Eisenberg)
- Matt Roth (Derek Benjamin)
- Jennifer Bini Taylor (Jill Benjamin)

### Épisode 12:Un choix brûlant
- États-Unis : 18 janvier 2008 sur CBS
- France : 18 juin 2008 sur TF1

- Robert Bagnell (Fantôme de Peter Harrison (jeune))
- Tom Costello (Homme Blessé)
- Jean Louisa Kelly (Jennifer Wuinlan / Nora Sutherland)
- Damien Leake (Docteur Chiles)
- Karen Maruyama (Heather)
- Jon Polito (Joe Grimaldi)
- Lawrence Pressman (Fantôme de Peter Harrison (Vieux))
- David Ramsey (Will Bennett)
- José Zúñiga (Policier Simonds)

### Épisode 13:Ange gardien
- États-Unis : 4 avril 2008 sur CBS
- France : 19 juin 2008 sur TF1

- Christoph Sanders (Ned Banks)
- Dominic Flores (Professeur)
- Lyn Alicia Henderson (Policière)
- Hallee Hirsh (Amy Benzing)
- Mimi Kennedy (Tracy Edmondson)
- Slade Pearce (Henry Benzing)
- Diana Maria Riva (Mme Alden)
- Carly Schroeder (Lisa Benzing)
- Mandy June Turpin (Karen Benzing)

### Épisode 14:La Loi du destin
- États-Unis : 11 avril 2008 sur CBS
- France : 20 juin 2008 sur TF1

- Omid Abtahi (Justin Yates)
- Assaf Cohen (Andy Yates)
- Margaret Easley (Brenda)
- Grainger Hines (Inspecteur Pete Richardson)
- Katherine Kamhi (Deb Yates)
- Katie Lowes (Julie Anderson)
- Brent Austin Tarnol (Josh)
- Sam Gregory (Justin à 10 ans)

### Épisode 15:L’Écran de la peur
- États-Unis /  Canada : 25 avril 2008 sur CBS / CTV
- France : 23 juin 2008 sur TF1

- États-Unis : 8,98 millions de téléspectateurs[15] (première diffusion)
- Canada : 1,003 million de téléspectateurs[16] (première diffusion)

- Jonathan Murphy (Toby Bates)
- Ian Nelson (Bruce)
- Corin Nemec (Homme masqué)
- Leah Pipes (Kylie Sloan)
- Tania Verafield (Actrice)
- Christine Barger (Sandra)
- J. Michael Flynn (Benjamin Sloan)
- Margot Rubin (Fille qui crie)
- Franklin Dennis Jones (Prêtre)

### Épisode 16:Histoires de pères
- États-Unis /  Canada : 2 mai 2008 sur CBS / CTV
- France : 25 juin 2008 sur TF1

- États-Unis : 9,21 millions de téléspectateurs[17] (première diffusion)
- Canada : 1,218 million de téléspectateurs[18] (première diffusion)

- Christoph Sanders (Ned Banks)
- Kurt Caceres (Inspecteur Carl Neely)
- Nikki Cox (Nina Haley)
- Nathan Gamble (Elliot Haley)
- Rachel Shelley (Kate Payne)
- Alexander Folk (Alexander)
- Mark Hapka (Zach)

### Épisode 17:Le Visage derrière le masque -1repartie
- États-Unis /  Canada : 9 mai 2008 sur CBS / CTV
- France : 26 juin 2008 sur TF1

- Ryan Alosio (Graham Wilkins)
- Ewan Chung (Portier)
- Martin Donovan (Tom Gordon)
- Tess Harper (Ellen Wilkins)
- Ronobir Lahiri (Médecin de l'hôpital de Cleveland)
- Braeden Lemasters (Michael Wilkins)
- Kali Majors (Daisy Wilkins)
- Dylan Minnette (Pierce Wilkins)
- Corin Nemec (Homme masqué / Paul Eastman)
- Afemo Omilami (Homme aux archives municipales)
- Haley Alexis Pullos (Melinda, jeune)
- Ignacio Serricchio (Gabriel Rance)

### Épisode 18:Le Visage derrière le masque -2epartie
- États-Unis /  Canada : 16 mai 2008 sur CBS / CTV
- France : 27 juin 2008 sur TF1

- États-Unis : 8,44 millions de téléspectateurs[20] (première diffusion)
- Canada : 1,096 million de téléspectateurs[21] (première diffusion)

- Christoph Sanders (Ned Banks)
- Anne Archer (Beth Gordon)
- Martin Donovan (Tom Gordon)
- David Farkas (Tom Gordon, jeune)
- Nick Jameson (Sean)
- Sarah Jaye (Beth Gordon, jeune)
- Stephen Grove Malloy (Docteur)
- Corin Nemec (Paul Eastman)
- Haley Alexis Pullos (Melinda, jeune)
- Kirk B. R. Woller (Docteur Farrington)